# Lispocephala brevispina
Lispocephala brevispina este o specie de muște din genul Lispocephala, familia Muscidae, descrisă de Malloch în anul 1928. Conform Catalogue of Life specia Lispocephala brevispina nu are subspecii cunoscute.